# Реплантација зуба
Реплантација (лат. replantatio dentis) представља усађивање зуба у његову сопствену алвеолу. Ова врста интервенције примењује се само код једнокорених зуба, односно код секутића, очњака и неких преткутњака. До изласка зуба из алвеоле долази на различите начине: авулзија (пад, ударац, саобраћајна несрећа), услед грешке стоматолога или као део неке терапијске процедуре (када зуб није могуће излечити без претходног вађења).

## Транспорт зуба
Током авулзије или вађења зуба долази до кидања периодонталних влакана која повезују корен зуба са деснима и алвеолом, а ова влакна остају витална око 30 минута. То време се сматра оптималним за реплантацију. Транспорт избијеног зуба се врши унутар припадајуће алвеоле или екстраорално (у физиолошком раствору, пљувачци, млеку и сл). Не препоручује се транспорт у марамици, води, алкохолу, раствору антибиотика и другим супстанцама које могу да оштете површину зуба, јер се тако умањују шансе за успешну реплантацију. Осим тога, контраиндиковано је и стругање зуба јер су експерименти на животињама показали да се на тај начин повећава могућност ресорпције и анкилозе корена (срастање корена са околном кости).

## Припрема и реплантација
Пре реплантације зуб се чисти физиолошким раствором, а из зубне чашице се уклањају страна тела, крвни угрушак и сл. Након тога се приступа усађивању све док зуб не заузме исправан положај у припадајућем зубном низу. После репозиције следи фиксирање (имобилизација) зуба и ту сврху се користе сплинтови: жичано-композитни, акрилатни или композитни интерапроксимални. Најбоље резултате дају флексибилни сплинтови, који омогућавају лагане покрете зуба.
Сви реплантирани зуби, без обзира на узрок њиховог избијања, морају се фиксирати. Сматра се да је за то довољно око 2 недеље.

## Ендодонтски третман
Код зуба са завршеним растом корена се не очекује реваскулатизација пулпе након реплантације, али је реваскуларизација могућа код зуба са незавршеним растом корена уколико исти није био изван зубне чашице дуже од 2 сата. За функционалну обнову нервних влакана пулпе је потребно око 35 дана, а уколико и после тог периода не дође до обнове пулпе прелази се на ендодонтски третман.
Овај третман подразумева комплетно уклањање мртвог ткива пулпе и пуњење канала корена зуба одговарајућим материјалом. Тиме се ограничава штетно деловање некротичног ткива на околне структуре и спречавају ресорпција и анкилоза корена
Неки аутори сматрају да је ендодонтски третман боље извести пре реплантације како би се предупредила упална ресорпција, док други сматрају да је тај третман боље извести касније. Ипак, опште је мишљење да се уклањање пулпе треба обавити најкасније 15-20 дана након авулзије.
Као материјал за пуњење канала корена користе се меке пасте на бази калцијум-хидроксида - . Периодонцијум се боље обнавља уколико подручје око врха корена зуба није третирано овим материјалом, а уколико је третман ипак неопходан онда се отвор канала корена затвара гутаперком.

## Зарастање
Постоје три могућа сценарија зарастања након реплантације зуба:
- потпуни опоравак периодонцијума,
- анкилоза - срастање корена зуба са околном кости која надокнађује изгубљени периодонцијум и
- упална ресорпција корена, која доводи до климања и испадања зуба.